# 坦德拉沙嘴 (赫爾松州)
坦德拉沙嘴（羅馬化：Tendrivska Kosa）是位於赫爾松州斯卡多夫斯克區黑海沿岸的一個沙嘴。其位於坦德拉灣西南部，將該海灣與黑海分隔開。其與毗鄰黑海最大島嶼賈雷爾哈奇島過去曾是一個沙嘴。

## 歷史
在古希臘傳説中，該沙嘴為阿喀琉斯的訓練場，因而與賈雷爾哈奇島一共被古希臘殖民者稱爲「阿喀琉斯之踵」。
1790年9月8至9日，第六次俄土戰爭期間，坦德拉灣戰役在該沙嘴附近海域爆發。
1827年，坦德拉燈塔建成。
1905年6月27日，日俄戰爭及俄國革命期間，俄羅斯海軍「波坦金」號戰艦船兵在該沙嘴附近海域起義。

### 2022年俄羅斯入侵烏克蘭
2022年春，俄羅斯在入侵烏克蘭期間佔領該地。

#### 烏軍登陸行動
2024年2月28日，烏克蘭特種作戰部隊第73海上特別用途中心士兵試圖登陸該沙嘴，但被俄軍波羅的海艦隊步兵伏擊導致行動失敗。俄軍聲稱烏軍失去至少20名士兵及4艘高速艇，並俘虜1名烏軍士兵及1艘高速艇，生還烏軍士兵則以剩下1艘高速艇逃去。烏克蘭特種作戰部隊其後表示，有第73海上特別用途中心士兵在與俄軍戰鬥中陣亡。

## 外部連結
- 烏克蘭百科全書關於坦德拉沙嘴 （页面存档备份，存于）的條目